# 구 남아프리카 해방운동
구 남아프리카 해방운동(영어: Former Liberation Movements of Southern Africa)은  남아프리카의 반제국주의 정당과 국가의 단결을 위해 조직된 정당간의 국제조직이다. 이 일련의 운동은 포르투갈 제국주의 침탈과 아파르트헤이트 폭압에 직면한 최전방 국가간의 강도낮은 연합에 기원을 두고 있다. 구 남아프리카 해방운동의 집행위원회에는 아프리카 국민회의, 차마차 마핀두지, 모잠비크 해방전선, 앙골라 해방인민운동이 주도하고 있으며 회의는 비정기적으로 개최된다.

## 같이 보기
- 남아프리카 개발 공동체
- 아파르트헤이트